# Стоуни, Кейси
Кейси Джин Стоуни MBE (англ. Casey Jean Stoney; род. 13 мая 1982, Базилдон, Эссекс) — английская футболистка и футбольный тренер.

## Биография

### Карьера
С 12 лет играла за команды разных возрастов «Челси». В 1998 году перешла в «Арсенал».
За сборную Англии Кейси Стоуни выступала с 2000 по 2017 год и всё это время являлась неотъемлемой частью команды, в составе которой сыграла уже свыше 120 матчей. После ухода из сборной Фэй Уайт исполняла обязанности капитана, эти же функции были возложены на Кейси и вовремя летних Олимпийских игр в Лондоне, где выступала объединённая команда Великобритании.
С 2018 по 2021 год была главным тренером женской команды английского клуба «Манчестер Юнайтед».

### Личная жизнь
Открытая лесбиянка. В ноябре 2012 года она заняла 50-е место в «Розовом списке самых влиятельных лесбиянок и геев в Великобритании» по версии газеты The Independent.
Кейси живёт со своей бывшей одноклубницей по «Линкольну» Меган Харрис. 9 ноября 2014 года у пары родились близнецы Тедди и Тилли.